# T29 중전차
미군의 T29 중전차는 M26 퍼싱으로는 티거 2를 비롯한 독일군의 중전차를 상대하기가 어렵다는 의견에 의해 1944년부터 개발이 시작되었으며, 길이가 신장되고 보기륜수가 증가한 퍼싱의 차대를 이용한 길이 8m, 높이 3.2m, 폭 3.8m에 무게 70t 가량의 초중량급 전차로 강력한 T5E1 105mm 포를 장착하고 있다. 포드사의 GAC 650마력 엔진을 탑재해 시속 32km까지 속력을 낼 수 있었으며, 탑승인원은 6명이다.
비슷한 시기에 T29와 닮은 T30 구축전차(155mm 포 장착, 보다 고출력의 엔진 사용)도 T29를 기반으로 설계되었다.
1945년에 유럽 전선이 정리되어, 이후 일본의 요새등을 공격하기 위해 소량을 발주하려 했으나, 반대의견과 종전으로 인해 취소되었고, 소량의 선행 모델만 생산되었다.
최종 개량형인 T34도 존재하는데 대공포를 기반으로 한 120mm포를 탑재하고 있으며, T29와 T30를 개조한 차량이 2대 존재하였다. 하지만 종전으로 인해 개발이 취소되었으며, 여기서 얻은 결과는 M103 중전차 개발에 사용되었다.
이 전차의 주요 특징은 포탑 양측면에 돌출된 양안합치식 거리측정기이다.
러시아의 T-29와 혼동되기도 하는데, 이름만 같을 뿐 실제로는 관계가 없다.
현재는 2대가 박물관에 남아 있으며, 한대는 특징적인 거리측정기가 장착된 포탑을 가지고 있는 반면에, 나머지 한대는 그렇지 않다.

## 같이 보기
- IS-4
- FV214 컨커러